# Liste des députés européens de la 6e législature

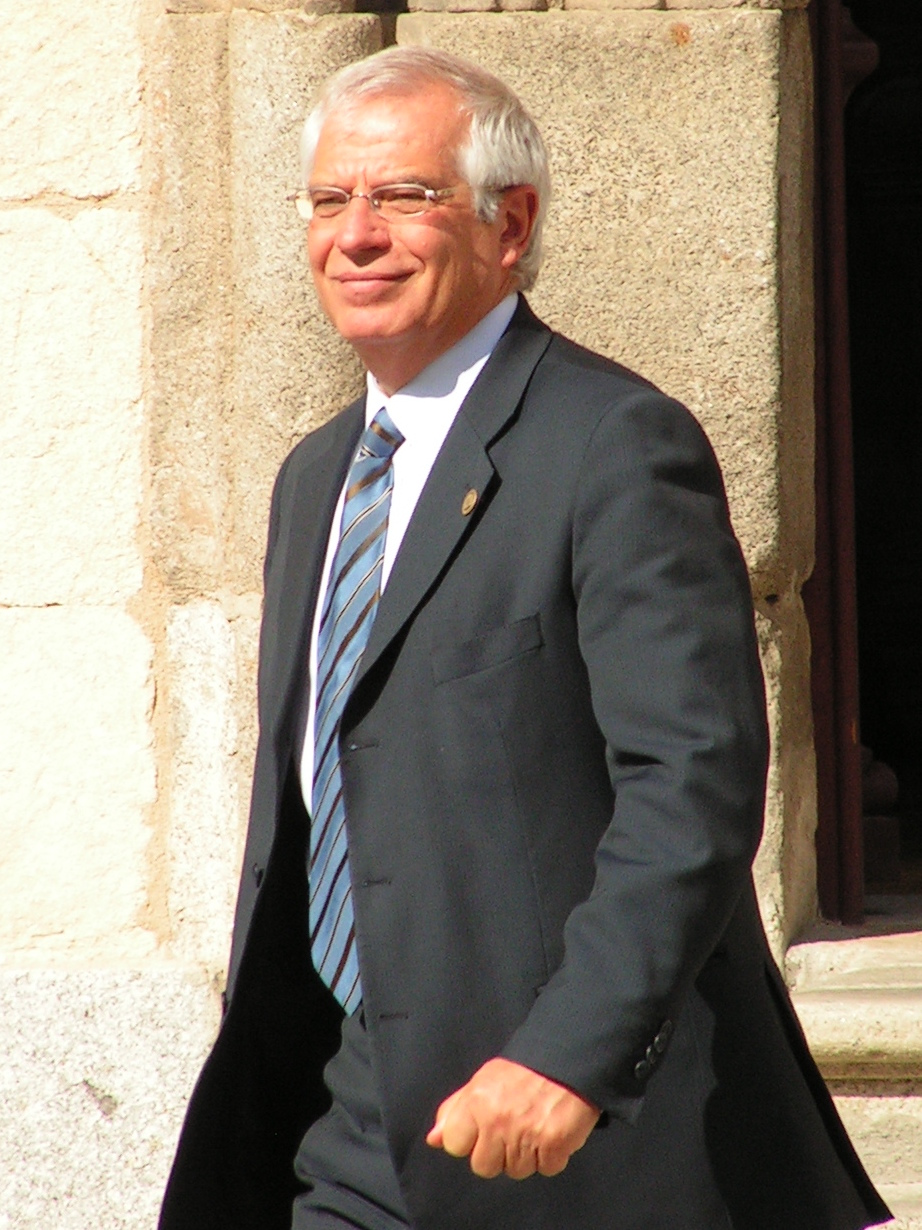
Josep Borrell, ancien Président du Parlement Européen, à Salamanca, Castille et León, en 2005.

Cette liste recense les députés au Parlement européen pour la législature 2004-2009.

## Composition du Parlement européen
| Groupe politique                   | Groupe politique                   | Groupe politique                                      | Tendance majoritaire                         | Députés   | Députés   |
| Groupe politique                   | Groupe politique                   | Groupe politique                                      | Tendance majoritaire                         | 2004-2007 | 2007-2009 |
| ---------------------------------- | ---------------------------------- | ----------------------------------------------------- | -------------------------------------------- | --------- | --------- |
|                                    | PPE-DE                             | Parti populaire européen et Démocrates européens      | Libéral-conservatisme, démocratie-chrétienne | 268       | 292       |
|                                    | PSE                                | Parti socialiste européen                             | Socialisme, social-démocratie                | 200       | 215       |
|                                    | ADLE                               | Alliance des démocrates et des libéraux pour l'Europe | Libéralisme, fédéralisme                     | 88        | 98        |
|                                    | V/ALE                              | Les Verts/Alliance libre européenne                   | Écologisme, régionalisme                     | 42        | 43        |
|                                    | GUE/NGL                            | Gauche unitaire européenne/Gauche verte nordique      | Communisme, socialisme démocratique          | 41        | 41        |
|                                    | I/D                                | Indépendance/Démocratie                               | Nationalisme, euroscepticisme                | 37        | 37        |
|                                    | UEN                                | Union pour l'Europe des nations                       | Conservatisme, nationalisme                  | 27        | 27        |
|                                    |                                    |                                                       |                                              |           |           |
| Total de députés membre de groupes | Total de députés membre de groupes | Total de députés membre de groupes                    | Total de députés membre de groupes           | 703       | 753       |
|                                    | Députés non-inscrits               | Députés non-inscrits                                  | Députés non-inscrits                         | 29        | 32        |
|                                    |                                    |                                                       |                                              |           |           |
| Total des sièges pourvus           | Total des sièges pourvus           | Total des sièges pourvus                              | Total des sièges pourvus                     | 732       | 785       |

## Par groupe parlementaire

### Groupe du Parti populaire européen
| Nom | Parti                                                  | Pays       |
| --- | ------------------------------------------------------ | ---------- |
| Rolf Berend | Union chrétienne-démocrate                             | Allemagne  |
| Reimer Böge | Union chrétienne-démocrate                             | Allemagne  |
| Elmar Brok | Union chrétienne-démocrate                             | Allemagne  |
| Daniel Caspary                                                                                                   | Union chrétienne-démocrate                             | Allemagne  |
| Albert Deß | Union chrétienne-sociale                               | Allemagne  |
| Christian Ehler                                                                                                  | Union chrétienne-démocrate                             | Allemagne  |
| Markus Ferber | Union chrétienne-sociale                               | Allemagne  |
| Karl-Heinz Florenz                                                                                               | Union chrétienne-démocrate                             | Allemagne  |
| Ingo Friedrich                                                                                                   | Union chrétienne-sociale                               | Allemagne  |
| Michael Gahler                                                                                                   | Union chrétienne-démocrate                             | Allemagne  |
| Lutz Goepel | Union chrétienne-démocrate                             | Allemagne  |
| Alfred Gomolka                                                                                                   | Union chrétienne-démocrate                             | Allemagne  |
| Ingeborg Grässle                                                                                                 | Union chrétienne-démocrate                             | Allemagne  |
| Ruth Hieronymi                                                                                                   | Union chrétienne-démocrate                             | Allemagne  |
| Karsten Friedrich Hoppenstedt                                                                                    | Union chrétienne-démocrate                             | Allemagne  |
| Georg Jarzembowski                                                                                               | Union chrétienne-démocrate                             | Allemagne  |
| Elisabeth Jeggle                                                                                                 | Union chrétienne-démocrate                             | Allemagne  |
| Ewa Klamt | Union chrétienne-démocrate                             | Allemagne  |
| Christa Klaß | Union chrétienne-démocrate                             | Allemagne  |
| Dieter-Lebrecht Koch                                                                                             | Union chrétienne-démocrate                             | Allemagne  |
| Christoph Konrad                                                                                                 | Union chrétienne-démocrate                             | Allemagne  |
| Werner Langen | Union chrétienne-démocrate                             | Allemagne  |
| Horst Posdorf Remplace Jürgen Zimmerling le 24 octobre 2005, qui avait remplacé Armin Laschet le 15 octobre 2005 | Union chrétienne-démocrate                             | Allemagne  |
| Kurt Joachim Lauk                                                                                                | Union chrétienne-démocrate                             | Allemagne  |
| Kurt Lechner | Union chrétienne-démocrate                             | Allemagne  |
| Klaus-Heiner Lehne                                                                                               | Union chrétienne-démocrate                             | Allemagne  |
| Peter Liese | Union chrétienne-démocrate                             | Allemagne  |
| Thomas Mann | Union chrétienne-démocrate                             | Allemagne  |
| Hans-Peter Mayer                                                                                                 | Union chrétienne-démocrate                             | Allemagne  |
| Hartmut Nassauer                                                                                                 | Union chrétienne-démocrate                             | Allemagne  |
| Angelika Niebler                                                                                                 | Union chrétienne-sociale                               | Allemagne  |
| Doris Pack | Union chrétienne-démocrate                             | Allemagne  |
| Markus Pieper | Union chrétienne-démocrate                             | Allemagne  |
| Hans-Gert Pöttering                                                                                              | Union chrétienne-démocrate                             | Allemagne  |
| Bernd Posselt | Union chrétienne-sociale                               | Allemagne  |
| Godelieve Quisthoudt-Rowohl                                                                                      | Union chrétienne-démocrate                             | Allemagne  |
| Martin Kastler Remplace Alexander Radwan le 4 décembre 2008                                                      | Union chrétienne-sociale                               | Allemagne  |
| Herbert Reul | Union chrétienne-démocrate                             | Allemagne  |
| Roland Gewalt Remplace Ingo Schmitt le 27 octobre 2005                                                           | Union chrétienne-démocrate                             | Allemagne  |
| Horst Schnellhardt                                                                                               | Union chrétienne-démocrate                             | Allemagne  |
| Jürgen Schröder                                                                                                  | Union chrétienne-démocrate                             | Allemagne  |
| Andreas Schwab                                                                                                   | Union chrétienne-démocrate                             | Allemagne  |
| Renate Sommer | Union chrétienne-démocrate                             | Allemagne  |
| Thomas Ulmer | Union chrétienne-démocrate                             | Allemagne  |
| Karl von Wogau                                                                                                   | Union chrétienne-démocrate                             | Allemagne  |
| Manfred Weber | Union chrétienne-sociale                               | Allemagne  |
| Anja Weisgerber                                                                                                  | Union chrétienne-sociale                               | Allemagne  |
| Rainer Wieland                                                                                                   | Union chrétienne-démocrate                             | Allemagne  |
| Gabriele Stauner Remplace Joachim Wuermeling le 18 janvier 2006                                                  | Union chrétienne-sociale                               | Allemagne  |
| Othmar Karas | Parti populaire autrichien                             | Autriche   |
| Reinhard Rack | Parti populaire autrichien                             | Autriche   |
| Paul Rübig | Parti populaire autrichien                             | Autriche   |
| Agnes Schierhuber                                                                                                | Parti populaire autrichien                             | Autriche   |
| Richard Seeber                                                                                                   | Parti populaire autrichien                             | Autriche   |
| Hubert Piker Remplace Ursula Stenzel le 1er février 2006                                                         | Parti populaire autrichien                             | Autriche   |
| Raymond Langendries                                                                                              | Centre démocrate humaniste                             | Belgique   |
| Mathieu Grosch                                                                                                   | Christlich Soziale Partei                              | Belgique   |
| Ivo Belet | Christen-Democratisch en Vlaams                        | Belgique   |
| Frieda Brepoels                                                                                                  | Christen-Democratisch en Vlaams                        | Belgique   |
| Jean-Luc Dehaene                                                                                                 | Christen-Democratisch en Vlaams                        | Belgique   |
| Marianne Thyssen                                                                                                 | Christen-Democratisch en Vlaams                        | Belgique   |
| Roumiana Jeleva                                                                                                  | Citoyens pour le développement européen de la Bulgarie | Bulgarie   |
| Nikolaï Mladenov                                                                                                 | Citoyens pour le développement européen de la Bulgarie | Bulgarie   |
| Petia Stavreva                                                                                                   | Citoyens pour le développement européen de la Bulgarie | Bulgarie   |
| Vladimir Urutchev                                                                                                | Citoyens pour le développement européen de la Bulgarie | Bulgarie   |
| Duchana Zdravkova                                                                                                | Citoyens pour le développement européen de la Bulgarie | Bulgarie   |
| Panagiótis Dimitríou                                                                                             | Rassemblement démocrate                                | Chypre     |
| Ioánnis Kasoulídis                                                                                               | Rassemblement démocrate                                | Chypre     |
| Yiannakis Matsis                                                                                                 | Pour l'Europe                                          | Chypre     |
| Christian Rovsing Remplace Gitte Seeberg le 29 novembre 2007                                                     | Parti populaire conservateur                           | Danemark   |
| Tunne Kelam | Union de la patrie                                     | Estonie    |
| Avril Doyle | Fine Gael                                              | Irlande    |
| Jim Higgins | Fine Gael                                              | Irlande    |
| Colm Burke remplace Simon Coveney en juin 2007                                                                   | Fine Gael                                              | Irlande    |
| Mairead McGuinness                                                                                               | Fine Gael                                              | Irlande    |
| Gay Mitchell | Fine Gael                                              | Irlande    |
| Jean Spautz | Parti populaire chrétien-social                        | Luxembourg |
| Astrid Lulling                                                                                                   | Parti populaire chrétien-social                        | Luxembourg |
| Erna Hennicot-Schoepges                                                                                          | Parti populaire chrétien-social                        | Luxembourg |
| Simon Busuttil                                                                                                   | Parti nationaliste                                     | Malte      |
| David Casa | Parti nationaliste                                     | Malte      |
| Roberta Anastase                                                                                                 | Parti démocrate-libéral                                | Roumanie   |
| Sebastian Valentin Bodu                                                                                          | Parti démocrate-libéral                                | Roumanie   |
| Nicodim Bulzesc                                                                                                  | Parti démocrate-libéral                                | Roumanie   |
| Dragoș Florin David                                                                                              | Parti démocrate-libéral                                | Roumanie   |
| Constantin Dumitru                                                                                               | Parti démocrate-libéral                                | Roumanie   |
| Petru Filip | Parti démocrate-libéral                                | Roumanie   |
| Sorin Frunzăverde                                                                                                | Parti démocrate-libéral                                | Roumanie   |
| Monica Iacob Ridzi                                                                                               | Parti démocrate-libéral                                | Roumanie   |
| Ramona Mănescu                                                                                                   | Parti national libéral                                 | Roumanie   |
| Marian-Jean Marinescu                                                                                            | Parti démocrate-libéral                                | Roumanie   |
| Rareș Lucian Niculescu                                                                                           | Parti démocrate-libéral                                | Roumanie   |
| Dumitru Oprea | Parti démocrate-libéral                                | Roumanie   |
| Maria Petre | Parti démocrate-libéral                                | Roumanie   |
| Mihaela Popa | Parti démocrate-libéral                                | Roumanie   |
| Nicolae-Vlad Popa                                                                                                | Parti démocrate-libéral                                | Roumanie   |
| Csaba Sógor | Union démocrate magyare de Roumanie                    | Roumanie   |
| Theodor Stolojan                                                                                                 | Parti démocrate-libéral                                | Roumanie   |
| Iuliu Winkler | Union démocrate magyare de Roumanie                    | Roumanie   |
| Marian Zlotea | Parti démocrate-libéral                                | Roumanie   |
| Mihael Brejc | Parti démocratique slovène                             | Slovénie   |
| Romana Jordan Cizelj                                                                                             | Parti démocratique slovène                             | Slovénie   |
| Charlotte Cederschiöld                                                                                           | Modérés                                                | Suède      |
| Christofer Fjellner                                                                                              | Modérés                                                | Suède      |
| Gunnar Hökmark                                                                                                   | Modérés                                                | Suède      |
| Anna Ibrisagic                                                                                                   | Modérés                                                | Suède      |
| Anders Wijkman                                                                                                   | Chrétiens-démocrates                                   | Suède      |

### Groupe du Parti socialiste européen
| Nom                                                                    | Parti                                           | Pays       |
| ---------------------------------------------------------------------- | ----------------------------------------------- | ---------- |
| Udo Bullmann                                                           | Parti social-démocrate d'Allemagne              | Allemagne  |
| Matthias Groote Remplace Garrelt Duin le 26 octobre 2005               | Parti social-démocrate d'Allemagne              | Allemagne  |
| Evelyne Gebhardt                                                       | Parti social-démocrate d'Allemagne              | Allemagne  |
| Norbert Glante                                                         | Parti social-démocrate d'Allemagne              | Allemagne  |
| Lissy Gröner                                                           | Parti social-démocrate d'Allemagne              | Allemagne  |
| Klaus Hänsch                                                           | Parti social-démocrate d'Allemagne              | Allemagne  |
| Jutta Haug                                                             | Parti social-démocrate d'Allemagne              | Allemagne  |
| Karin Jöns                                                             | Parti social-démocrate d'Allemagne              | Allemagne  |
| Heinz Kindermann                                                       | Parti social-démocrate d'Allemagne              | Allemagne  |
| Konstanze Krehl                                                        | Parti social-démocrate d'Allemagne              | Allemagne  |
| Wolfgang Kreissl-Doerfler                                              | Parti social-démocrate d'Allemagne              | Allemagne  |
| Helmut Kuhne                                                           | Parti social-démocrate d'Allemagne              | Allemagne  |
| Jo Leinen                                                              | Parti social-démocrate d'Allemagne              | Allemagne  |
| Erika Mann                                                             | Parti social-démocrate d'Allemagne              | Allemagne  |
| Vural Öger                                                             | Parti social-démocrate d'Allemagne              | Allemagne  |
| Ulrike Rodust Remplace Willi Piecyk le 29 août 2008                    | Parti social-démocrate d'Allemagne              | Allemagne  |
| Bernhard Rapkay                                                        | Parti social-démocrate d'Allemagne              | Allemagne  |
| Dagmar Roth-Behrendt                                                   | Parti social-démocrate d'Allemagne              | Allemagne  |
| Mechtild Rothe                                                         | Parti social-démocrate d'Allemagne              | Allemagne  |
| Martin Schulz                                                          | Parti social-démocrate d'Allemagne              | Allemagne  |
| Ulrich Stockmann                                                       | Parti social-démocrate d'Allemagne              | Allemagne  |
| Ralf Walter                                                            | Parti social-démocrate d'Allemagne              | Allemagne  |
| Barbara Weiler                                                         | Parti social-démocrate d'Allemagne              | Allemagne  |
| Sylvia-Yvonne Kaufmann                                                 | Parti social-démocrate d'Allemagne              | Allemagne  |
| Wolfgang Bulfon Remplace Maria Berger le 18 janvier 2007               | Parti social-démocrate d'Autriche               | Autriche   |
| Herbert Bösch                                                          | Parti social-démocrate d'Autriche               | Autriche   |
| Harald Ettl                                                            | Parti social-démocrate d'Autriche               | Autriche   |
| Jörg Leichtfried                                                       | Parti social-démocrate d'Autriche               | Autriche   |
| Christa Prets                                                          | Parti social-démocrate d'Autriche               | Autriche   |
| Maria Berger Remplace Karin Scheele le 11 décembre 2008                | Parti social-démocrate d'Autriche               | Autriche   |
| Hannes Swoboda                                                         | Parti social-démocrate d'Autriche               | Autriche   |
| Mia De Vits                                                            | Socialistische Partij Anders                    | Belgique   |
| Saïd El Khadraoui                                                      | Socialistische Partij Anders                    | Belgique   |
| Anne Van Lancker                                                       | Socialistische Partij Anders                    | Belgique   |
| Philippe Busquin                                                       | Parti socialiste                                | Belgique   |
| Giovanna Corda Remplace Marc Tarabella le 31 août 2007                 | Parti socialiste                                | Belgique   |
| Véronique De Keyser                                                    | Parti socialiste                                | Belgique   |
| Alain Hutchinson                                                       | Parti socialiste                                | Belgique   |
| Evgeni Kirilov                                                         | Parti socialiste bulgare                        | Bulgarie   |
| Marusya Lyubcheva                                                      | Parti socialiste bulgare                        | Bulgarie   |
| Atanas Paparizov                                                       | Parti socialiste bulgare                        | Bulgarie   |
| Kristian Viguenin                                                      | Parti socialiste bulgare                        | Bulgarie   |
| Iliana Iotova                                                          | Parti socialiste bulgare                        | Bulgarie   |
| Ole Christensen                                                        | Sociaux-démocrates                              | Danemark   |
| Dan Jørgensen                                                          | Sociaux-démocrates                              | Danemark   |
| Christel Schaldemose Remplace Henrik Dam Kristensen le 15 octobre 2010 | Sociaux-démocrates                              | Danemark   |
| Poul Nyrup Rasmussen                                                   | Sociaux-démocrates                              | Danemark   |
| Britta Thomsen                                                         | Sociaux-démocrates                              | Danemark   |
| Marianne Mikko                                                         | Parti social-démocrate                          | Estonie    |
| Katrin Saks Remplace Toomas Hendrik Ilves le 9 octobre 2006            | Parti social-démocrate                          | Estonie    |
| Andres Tarand                                                          | Parti social-démocrate                          | Estonie    |
| Evangelía Tzambázi                                                     | Mouvement socialiste panhellénique              | Grèce      |
| *Proinsias De Rossa                                                    | Parti travailliste                              | Irlande    |
| Robert Goebbels                                                        | Parti ouvrier socialiste luxembourgeois         | Luxembourg |
| John Attard-Montalto                                                   | Parti travailliste                              | Malte      |
| Louis Grech                                                            | Parti travailliste                              | Malte      |
| Joseph Muscat                                                          | Parti travailliste                              | Malte      |
| Victor Boștinaru                                                       | Parti social-démocrate                          | Roumanie   |
| Titus Corlățean                                                        | Parti social-démocrate                          | Roumanie   |
| Corina Crețu                                                           | Parti social-démocrate                          | Roumanie   |
| Gabriela Crețu                                                         | Parti social-démocrate                          | Roumanie   |
| Cătălin Ioan Nechifor                                                  | Parti social-démocrate                          | Roumanie   |
| Ioan Mircea Pașcu                                                      | Parti social-démocrate                          | Roumanie   |
| Rovana Plumb                                                           | Parti social-démocrate                          | Roumanie   |
| Daciana Octavia Sârbu                                                  | Parti social-démocrate                          | Roumanie   |
| Adrian Severin                                                         | Parti social-démocrate                          | Roumanie   |
| Silvia Adriana Țicău                                                   | Parti social-démocrate                          | Roumanie   |
| Ljudmila Novak                                                         | Nouvelle Slovénie                               | Slovénie   |
| Aurelio Juri Remplace Borut Pahor le 7 novembre 2008                   | Sociaux-démocrates                              | Slovénie   |
| Lojze Peterle                                                          | Nouvelle Slovénie                               | Slovénie   |
| Jan Andersson                                                          | Parti social-démocrate suédois des travailleurs | Suède      |
| Anna Hedh                                                              | Parti social-démocrate suédois des travailleurs | Suède      |
| Göran Färm Remplace Ewa Hedkvist Petersen le 1er février 2007          | Parti social-démocrate suédois des travailleurs | Suède      |
| Inger Segelström                                                       | Parti social-démocrate suédois des travailleurs | Suède      |
| Åsa Westlund                                                           | Parti social-démocrate suédois des travailleurs | Suède      |

### Alliance des démocrates et des libéraux pour l'Europe
| Nom                                                            | Parti                                | Pays       |
| -------------------------------------------------------------- | ------------------------------------ | ---------- |
| Alexander Alvaro                                               | Parti libéral-démocrate              | Allemagne  |
| Jorgo Chatzimarkakis                                           | Parti libéral-démocrate              | Allemagne  |
| Wolf Klinz                                                     | Parti libéral-démocrate              | Allemagne  |
| Silvana Koch-Mehrin                                            | Parti libéral-démocrate              | Allemagne  |
| Holger Krahmer                                                 | Parti libéral-démocrate              | Allemagne  |
| Alexander Graf Lambsdorff                                      | Parti libéral-démocrate              | Allemagne  |
| Willem Schuth                                                  | Parti libéral-démocrate              | Allemagne  |
| Karin Resetarits                                               | Forum libéral                        | Autriche   |
| Gérard Deprez                                                  | Mouvement réformateur                | Belgique   |
| Antoine Duquesne                                               | Mouvement réformateur                | Belgique   |
| Frédérique Ries                                                | Mouvement réformateur                | Belgique   |
| Dirk Sterckx                                                   | Vlaamse Liberalen en Democraten      | Belgique   |
| Johan Van Hecke                                                | Vlaamse Liberalen en Democraten      | Belgique   |
| Annemie Neyts-Uyttebroeck                                      | Vlaamse Liberalen en Democraten      | Belgique   |
| Mariela Baeva                                                  | Mouvement des droits et des libertés | Bulgarie   |
| Filiz Hyusmenova                                               | Mouvement des droits et des libertés | Bulgarie   |
| Metin Kazak                                                    | Mouvement des droits et des libertés | Bulgarie   |
| Vladko Panayotov                                               | Mouvement des droits et des libertés | Bulgarie   |
| Biliana Raeva                                                  | Mouvement national Siméon II         | Bulgarie   |
| Mários Matsákis                                                | Parti démocrate                      | Chypre     |
| Niels Busk                                                     | Venstre                              | Danemark   |
| Anne Elisabet Jensen                                           | Venstre                              | Danemark   |
| Johannes Lebech Remplace Anders Samuelsen le 29 septembre 2007 | Gauche radicale                      | Danemark   |
| Karin Riis-Jørgensen                                           | Venstre                              | Danemark   |
| Siiri Oviir                                                    | Parti du centre d'Estonie            | Estonie    |
| Toomas Savi                                                    | Parti de la réforme d'Estonie        | Estonie    |
| Marian Harkin                                                  | Indépendant                          | Irlande    |
| Lydie Polfer-Wurth                                             | Parti démocratique                   | Luxembourg |
| Cristian Bușoi                                                 | Parti national libéral               | Roumanie   |
| Magor Csibi                                                    | Parti national libéral               | Roumanie   |
| Daniel Dăianu                                                  | Parti national libéral               | Roumanie   |
| Adina-Ioana Vălean                                             | Parti national libéral               | Roumanie   |
| Renate Weber                                                   | Parti national libéral               | Roumanie   |
| Mojca Drčar Murko                                              | Démocratie libérale slovène          | Slovénie   |
| Jelko Kacin                                                    | Démocratie libérale slovène          | Slovénie   |
| Maria Carlshamre                                               | Parti du peuple - Les Libéraux       | Suède      |
| Lena Ek                                                        | Parti du centre                      | Suède      |
| Olle Schmidt Remplace Cecilia Malmström le 19 octobre 2006     | Parti du peuple - Les Libéraux       | Suède      |

### Groupe des Verts/Alliance libre européenne
| Nom                                    | Parti                                           | Pays        |
| -------------------------------------- | ----------------------------------------------- | ----------- |
| Angelika Beer                          | Alliance 90/Les Verts                           | Allemagne   |
| Hiltrud Breyer                         | Alliance 90/Les Verts                           | Allemagne   |
| Daniel Cohn-Bendit                     | Alliance 90/Les Verts                           | Allemagne   |
| Michael Cramer                         | Alliance 90/Les Verts                           | Allemagne   |
| Friedrich-Wilhelm Graefe zu Baringdorf | Alliance 90/Les Verts                           | Allemagne   |
| Rebecca Harms                          | Alliance 90/Les Verts                           | Allemagne   |
| Milan Horáček                          | Alliance 90/Les Verts                           | Allemagne   |
| Gisela Kallenbach                      | Alliance 90/Les Verts                           | Allemagne   |
| Cem Özdemir                            | Alliance 90/Les Verts                           | Allemagne   |
| Heide Rühle                            | Alliance 90/Les Verts                           | Allemagne   |
| Frithjof Schmidt                       | Alliance 90/Les Verts                           | Allemagne   |
| Elisabeth Schroedter                   | Alliance 90/Les Verts                           | Allemagne   |
| Helga Trüpel                           | Alliance 90/Les Verts                           | Allemagne   |
| Eva Lichtenberger                      | Les Verts - L'Alternative verte                 | Autriche    |
| Johannes Voggenhuber                   | Les Verts - L'Alternative verte                 | Autriche    |
| Bart Staes                             | Groen                                           | Belgique    |
| Pierre Jonckheer                       | Ecolo                                           | Belgique    |
| Margrete Auken                         | Parti socialiste populaire                      | Danemark    |
| Claude Turmes                          | Les Verts                                       | Luxembourg  |
| László Tőkés                           | Indépendant                                     | Roumanie    |
| Jillian Evans                          | Plaid Cymru                                     | Royaume-Uni |
| Ian Hudghton                           | Parti national écossais                         | Royaume-Uni |
| Jean Lambert                           | Parti vert de l'Angleterre et du pays de Galles | Royaume-Uni |
| Caroline Lucas                         | Parti vert de l'Angleterre et du pays de Galles | Royaume-Uni |
| Alyn Smith                             | Parti national écossais                         | Royaume-Uni |
| Carl Schlyter                          | Parti de l'environnement Les Verts              | Suède       |

### Gauche unitaire européenne/Gauche verte nordique
| Nom                                                  | Parti                                         | Pays      |
| ---------------------------------------------------- | --------------------------------------------- | --------- |
| André Brie                                           | Parti du socialisme démocratique              | Allemagne |
| Helmuth Markov                                       | Parti du socialisme démocratique              | Allemagne |
| Tobias Pflüger                                       | Parti du socialisme démocratique              | Allemagne |
| Feleknas Uca                                         | Parti du socialisme démocratique              | Allemagne |
| Sahra Wagenknecht                                    | Parti du socialisme démocratique              | Allemagne |
| Gabriele Zimmer                                      | Parti du socialisme démocratique              | Allemagne |
| Adamos Adamou                                        | Parti progressiste des travailleurs           | Chypre    |
| Kyriákos Triantafyllídis                             | Parti progressiste des travailleurs           | Chypre    |
| Søren Sørensen                                       | Mouvement populaire contre l'Union européenne | Danemark  |
| Mary Lou McDonald                                    | Sinn Féin                                     | Irlande   |
| Luisa Morgantini                                     | Parti de la refondation communiste            | Italie    |
| Jens Holm Remplace Jonas Sjöstedt le 27 octobre 2007 | Parti de gauche                               | Suède     |
| Eva-Britt Svensson                                   | Parti de gauche                               | Suède     |

### Groupe Indépendance/Démocratie
| Nom                                                | Parti             | Pays     |
| -------------------------------------------------- | ----------------- | -------- |
| Hanne Dahl Remplace Jens-Peter Bonde le 9 mai 2008 | Mouvement de juin | Danemark |
| Kathy Sinnott                                      | Indépendant       | Irlande  |
| Hélène Goudin                                      | Liste de juin     | Suède    |
| Nils Lundgren                                      | Liste de juin     | Suède    |
| Lars Wohlin                                        | Liste de juin     | Suède    |

### Union pour l'Europe des nations
| Nom               | Parti       | Pays    |
| ----------------- | ----------- | ------- |
| Liam Aylward      | Fianna Fáil | Irlande |
| Brian Crowley     | Fianna Fáil | Irlande |
| *Seán Ó Neachtain | Fianna Fáil | Irlande |
| Eoin Ryan         | Fianna Fáil | Irlande |

### Identité, tradition, souveraineté
| Nom | Parti | Pays |
| --- | ----- | ---- |
|     |       |      |

### Non-inscrits
| Nom                | Parti                          | Pays     |
| ------------------ | ------------------------------ | -------- |
| Hans-Peter Martin  | Liste Hans-Peter Martin        | Autriche |
| Andreas Mölzer     | Parti de la liberté d'Autriche | Autriche |
| Frank Vanhecke     | Vlaams Blok                    | Belgique |
| Philip Claeys      | Vlaams Blok                    | Belgique |
| Koenraad Dillen    | Vlaams Blok                    | Belgique |
| Slavi Binev        | Union nationale Attaque        | Bulgarie |
| Dimitar Stoyanov   | Union nationale Attaque        | Bulgarie |
| Desislav Tchukolov | Union nationale Attaque        | Bulgarie |